# Conferencia Antártica
Estados Unidos extendió una nota diplomática fechada el 2 de mayo de 1958, en la cual se invitaba a una Conferencia Antártica para el 15 de octubre de 1959, a todas aquellos países que habían participado en investigación científica en la Antártica durante el Año Geofísico Internacional 1957-1958.
El presidente Dwight Eisenhower declaró el 3 de mayo de 1958 que Estados Unidos estaba abocado al principio de que las vastas tierras inhabitadas de la Antártica debían ser usadas con propósitos pacíficos, exclusivamente. Agregó que su país no deseaba que la Antártica se convirtiera en un objeto de conflicto político.
La invitación fue cursada a once países, incluyendo a la Unión Soviética. 
La Conferencia se llevó a cabo en el Departamento de Estado, en su anexo de la calle 1776 Pennsylvania Avenue, Washington D. C. entre el 15 de octubre y el 1 de diciembre de 1959, cuando las partes firmaron el Tratado Antártico.

Los propósitos de la Conferencia
- Que la Antártica esté abierta a todas las naciones para que conduzcan actividades científicas u otras de carácter pacífico.
- Que se trabaje en un acuerdo administrativo conjunto, para asegurar los resultados exitosos de las actividades.